# En Avant
En Avant (Adelante en francés) fue el himno nacional de Seychelles usado luego de su independencia entre 1976 y 1978. Tanto el compositor como el letrista se desconocen. 

## Letra en francés
1. Seychellois au cœur fidèle,
Nos Îles d’amour nous appellent,
Tous au pas, le front levé,
En Avant!
L’Avenir est dans nos mains,
Pour Le Pays luttons sans fin,
Que chacun soit un soutien,
En Avant!
CORO:
Allons, Seychellois,
Accomplissons nos devoirs!
Sur nos vies La Patrie
Fonde tous ses espoirs!
2. Quand l’échec se montrera,
Le cœur fort en triomphera.
Tout joyeux, il marchera,
En Avant!
Que nos efforts contre les maux
Éloignent de nous ce qui est faux,
Et soient bénis du Dieu Très-Haut,
En Avant!
CORO
Allons, Seychellois,
Accomplissons nos devoirs!
Sur nos vies La Patrie
Fonde tous ses espoirs!

## Traducción
1. Seychelles tanto firme y verdadero,
La nación ahora tiene necesidad de vosotros.
Pasen juntos sin miedo,
En Avant!
El futuro ahora está en cada mano,
Arriba y luchar por nuestra querida tierra,
Así que la empresa que va siempre de pie,
En Avant!
CORO:
Adelante, Seychellenses,
Que nada nuestros corazones cortan,
A medida que luchamos por al "derecho";
Hermanos seremos siempre!
2. Los obstáculos estamos seguros de cumplir,
Pero los corazones valientes los derrota el desprecio,
Así que nos esforzaremos con pie decidido,
En Avant!
Ever realizada con todas nuestras fuerzas,
Cada vez más cerca a la Luz,
Siempre fiel a Dios y al derecho,
En Avant!
CORO:
Adelante, Seychellenses,
Que nada nuestros corazones cortan,
A medida que luchamos por la "derecha";
Hermanos seremos siempre!